# Autoportrait (Rembrandt, Vienne)
Pour les articles homonymes, voir Autoportrait (homonymie).
L'autoportrait de 1652, dit également grand autoportrait en tenue de travail, ou encore autoportrait de Vienne, du nom de l'endroit où il est conservé, est un des nombreux autoportraits de Rembrandt.
Peint par Rembrandt en 1652, ce tableau est désormais exposé au Musée d'Histoire de l'art à Vienne, en Autriche.

## Histoire

### Réalisation
Dans la série des autoportraits de Rembrandt, celui de 1652 montre un retour du peintre à l'autoportrait peint, qu'il avait abandonné depuis 1645,.
Dans ce portrait, la situation financière de Rembrandt semble s'être dégradée, comme en témoignent ses vêtements troués. Paradoxalement, le visage du peintre exprime une plus grande assurance, d'autant que ce dernier pose de face, regardant directement vers le spectateur,. Marieke de Winkel, spécialiste des costumes et vêtements de Rembrandt, fait une analyse complètement différente, précisant que contrairement à ses contemporains, Rembrandt porte une tenue de travail dédiée (plutôt qu'un tablier couvrant ses vêtements de tous les jours), identifiée comme étant un tabbaard, une sorte de robe de chambre, choisi pour sa commodité.

### Devenir postérieur du tableau
L'inventaire dressé en 1720 des collections de Charles VI mentionne ce tableau.

## Technique

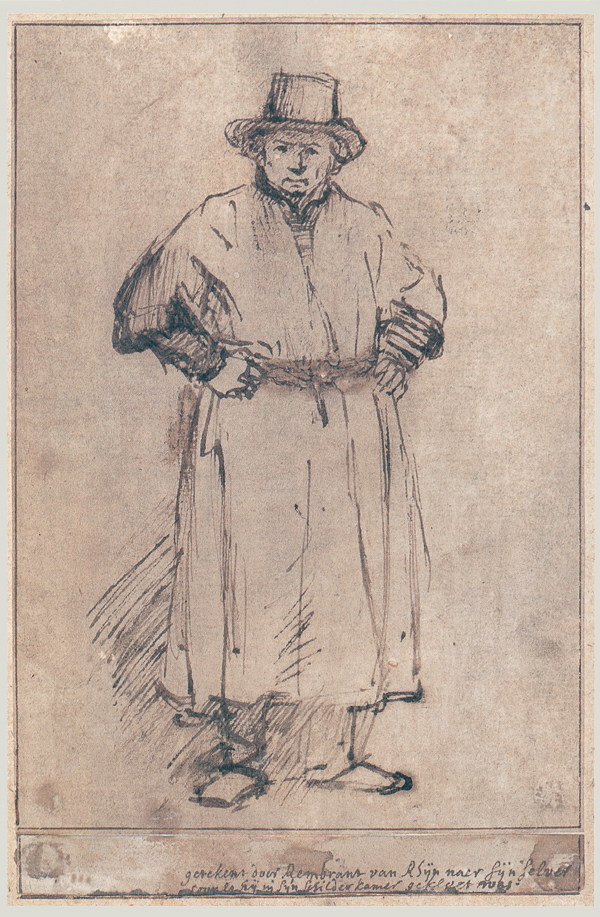
Dessin d'environ 1650, qui pourrait avoir servi de préparation pour l'autoportrait de Vienne.

L'autoportrait de Vienne est un des rares de grande taille, avec celui de 1658, l'autoportrait aux deux cercles et l'autoportrait au chevalet et à l'appuie-main de peintre, ce qui est peut-être lié à l'achat d'un miroir de plus vastes dimensions.
Une particularité de ce tableau est que seul le visage est dans la lumière. Le reste du tableau est très sombre, ce qui cache en grande partie l'embonpoint du peintre ainsi que la pauvreté de ses habits.
Un dessin réalisé vers 1650, ci-contre à gauche, pourrait avoir été une esquisse préparatoire pour l'autoportrait en tenue de travail. C'est aussi le seul autoportrait de Rembrandt réalisé en pied.

## Hommage
L'autoportrait de 1652 apparaît dans le triple autoportrait de Norman Rockwell, aux côtés de l'autoportrait aux gants d'Albrecht Dürer, de l'autoportrait avec palette de 1889 de Vincent van Gogh et de l'autoportrait de Pablo Picasso en 1929.